# Veréb-hegy

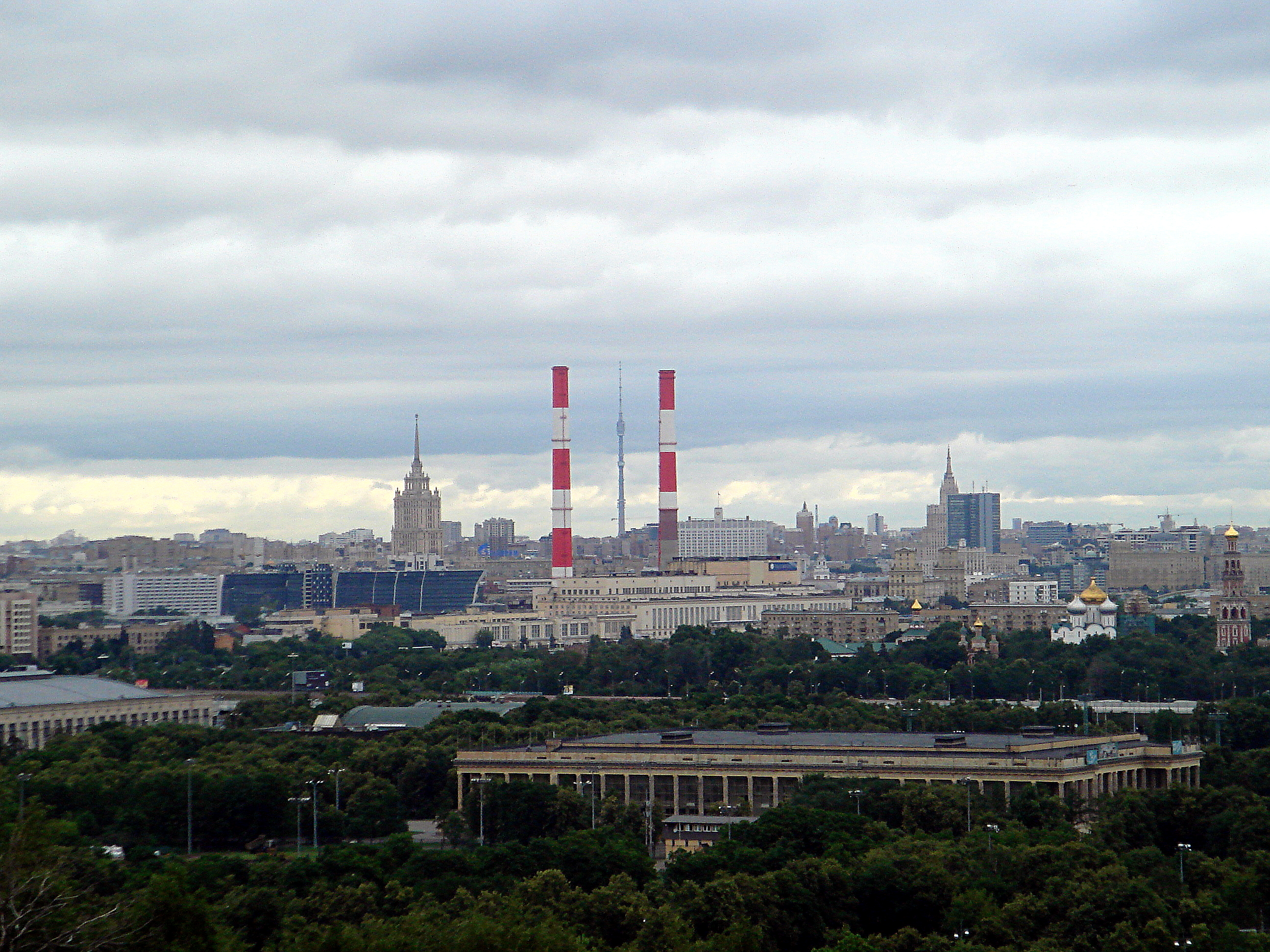
Moszkva látképe a Veréb-hegyről

A Veréb-hegy (oroszul Воробьёвы го́ры [Vorobjovi gori], 1935 és 1999 között Lenin-hegy, oroszul Ле́нинские го́ры [Lenyinszkije gori]) nevével ellentétben egy alig 80 méter magas domb Moszkvában, ahol a Moszkvai Állami Egyetem monumentális épülete áll.
A dombról kilátás nyílik Moszkva városára és a Luzsnyiki Stadionra, itt található a futurisztikus Vorobjovi gori metróállomás, mely átszeli a Moszkva folyót.
A Veréb-hegy fontos szerepet játszik Mihail Bulgakov A Mester és Margarita című regényében, és innen pillantotta meg először Moszkva városát a hódító Napóleon császár.